# Politica delle Bahamas
Le Bahamas sono divenute indipendenti dal Regno Unito nel 1973. Lo stato è una monarchia parlamentare democratica, in cui il capo dello stato è il sovrano del Regno Unito ed è rappresentato dal Governatore Generale che attualmente è Marguerite Pindling
La divisione amministrativa consiste in 21 distretti.
Il Parliament (Parlamento) ha due camere. La House of Assembly (Camera dell'Assemblea) ha 40 membri, eletti per cinque anni in seggi uninominali. Il Senate (Senato) ha 16 membri nominati.
Il sistema politico delle Bahamas è essenzialmente bipartitico, come in quasi tutti i paesi in cui si vota con il sistema uninominale. Al governo del paese si sono alternati il Partito Liberale Progressista (Progressive Liberal Party, liberale), dal 1973 al 1992 e dal 2002 al 2007, e il Movimento Nazionale Libero (Free National Movement, conservatore), dal 1992 al 2002. Altri partiti trovano difficoltà ad affermarsi.